# Iwan Olizar
Iwan Olizar-Wołczkiewicz herbu Chorągwie Kmitów (ur. ok. 1529 roku – zginął w bitwie z Tatarami  w 1577 roku) – podstarości żytomierski między 1571 a 1574 rokiem.
Poseł kijowski na sejm unijny w 1569 roku, podpisał akt unii lubelskiej. Poseł kijowski na sejm koronacyjny 1574 roku.
Był wyznawcą prawosławia.